# إيغور أوشاكوف (لاعب كرة قدم)
إيغور سيرغيفيتش أوشاكوف ( (بالروسية: Егор Сергеевич Ушаков)‏ هو لاعب كرة قدم روسي، من مواليد 2 ديسمبر 2002، يلعب مع فريق سيسكا موسكو.

## روابط خارجية
- إيغور أوشاكوف على موقع قاعدة بيانات كرة القدم.إي يو (الإنجليزية)
- إيغور أوشاكوف على موقع Soccerway.com (الإنجليزية)
- إيغور أوشاكوف على موقع عالم كرة القدم.نت (الإنجليزية)